# Brigada de la Mort
La Brigada de la Mort, més coneguda com la Brigada de la Muerte o Columna de la Muerte fou una unitat de les milícies confederals que pertanyia a la segona columna que dirigia Antonio Ortiz durant la Guerra Civil espanyola. El cap de la Brigada de la Mort, que estava formada per uns quaranta milicians vinculats a la FAI, era Pasqual Fresquet. La Brigada de la Mort disposà d'unes txeques a Casp, al carrer Rosario núm 12.
Va actuar a setze municipis de les comarques del Priorat, la Terra Alta, la Ribera d'Ebre, el Baix Camp i a diversos municipis d'Aragó entre juliol i setembre de 1936 i es desplaçaven amb un òmnibus negre amb calaveres pintades. Perseguien i executaven suposats feixistes, carlistes, catòlics o pagesos que s'oposaven a les col·lectivitzacions. El seu objectiu era implantar poble a poble el comunisme llibertari. Van ser responsables de més de 200 assassinats, 27 dels quals ho foren a Falset en una sola nit.
La brutalitat amb què operava la Brigada de la Mort comporta que el representant de la CNT catalana al pleno de regionales de la CNT del 16 de setembre de 1936 declari:  Cataluña aclara que en Barcelona hay el acuerdo de destituir a Ortiz y al mismo tiempo celebrar una reunión entre los Comites Regionales de Aragón y Cataluña; añade que se nombró en Barcelona una comisión para averiguar las fechorías que comete la Brigada de la Muerte, que dirige Ortiz, y que esta Comisión informará en dicha reunión.
El 2008, el periodista Toni Orensanz publicà un llibre, L'òmnibus de la mort: parada Falset sobre la columna i els 27 assassinats que cometeren en una nit a Falset, poble natal del periodista.